# Karbow-Vietlübbe
Karbow-Vietlübbe è un ex comune del Meclemburgo-Pomerania Anteriore, in Germania.
A partire dal 1º gennaio 2014 diviene parte del nuovo comune di Gehlsbach, istituito tramite la fusione con Wahlstorf.